# بيبندوم
يرمز بيبندوم الذي يظهر على شكل رجل مطاطي من إطارات السيارات إلى شركة ميشلان للإطارات، التي أسسها الأخوان إدوارد وأندريه ميشلان أواخر القرن التاسع عشر.
ويعد بيبندوم، الذي يُعرف أيضاً بلقب «رَجل ميشلان» واسم التدليل «بيب»، واحداً من أقدم الرموز التجارية، وتصاحبه الجملة اللاتينية التي تمثّل الشعار النصي للرمز وترجمتها: «الآن حان وقت الشراب» وهي جملة مأخوذة من إحدى قصائد هوراس، والجملة ذاتها هي مصدر اسم «بيبندوم».

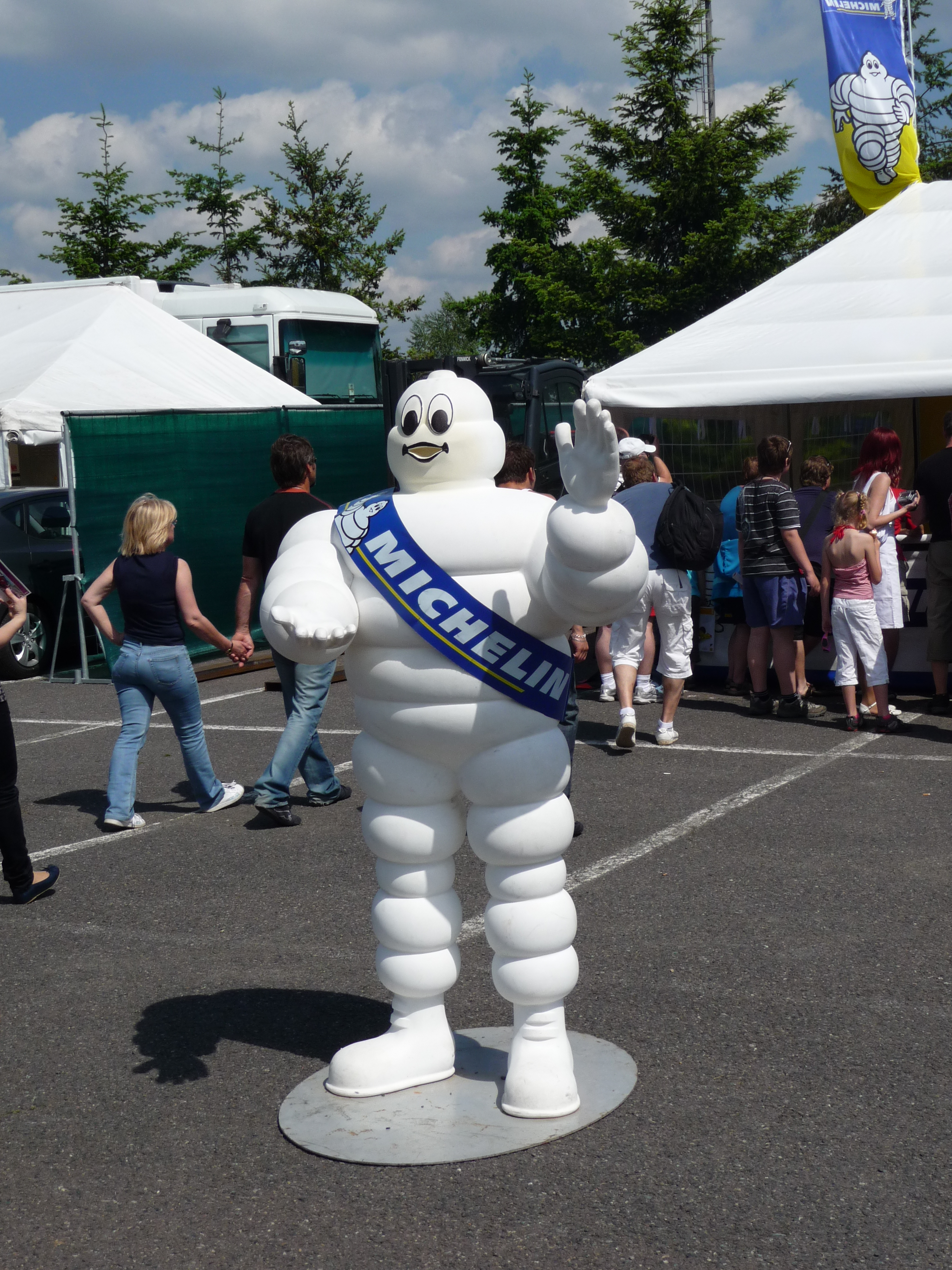
مجسم لبيبندوم

ففي أصلها اللاتيني، تكتب العبارة "Nunc est bibendum" والكلمة الأخيرة هي التي تحولت إلى اسم لرمز ميشلان، ومن غير الواضح متى كان ذلك، والإشارة الموثقة كانت عام 1908 حين طلب الأخوان ميشلان من أحد الكتاب الفرنسيين المعروفين كتابة مقال صحافي موقع باسم «بيبندوم».
بدأت فكرة شعار الرجل المطاطي حين لاحظ الأخوان ميشلان، عام 1894، كومة من الإطارات المتراصة فوق بعضها مما جعل إدوارد يتخيلها رجلاً بلا أذرع، وبعد أربع سنوات التقى أخوه أندريه رسام الكارتون الفرنسي ماريوس روسيلون الشهير بـ«أوغالوب»، الذي عرض عليه رسماً لرجل يرفع قدحاً من البيرة فيما تقتبس اللوحة العبارة «الآن وقت الشراب»، وعلى الفور، اقترح أندريه على أوغالوب أن يُستبدل الرجل بآخر مطاطي يتخذ جسده شكل الإطارات الهوائية.

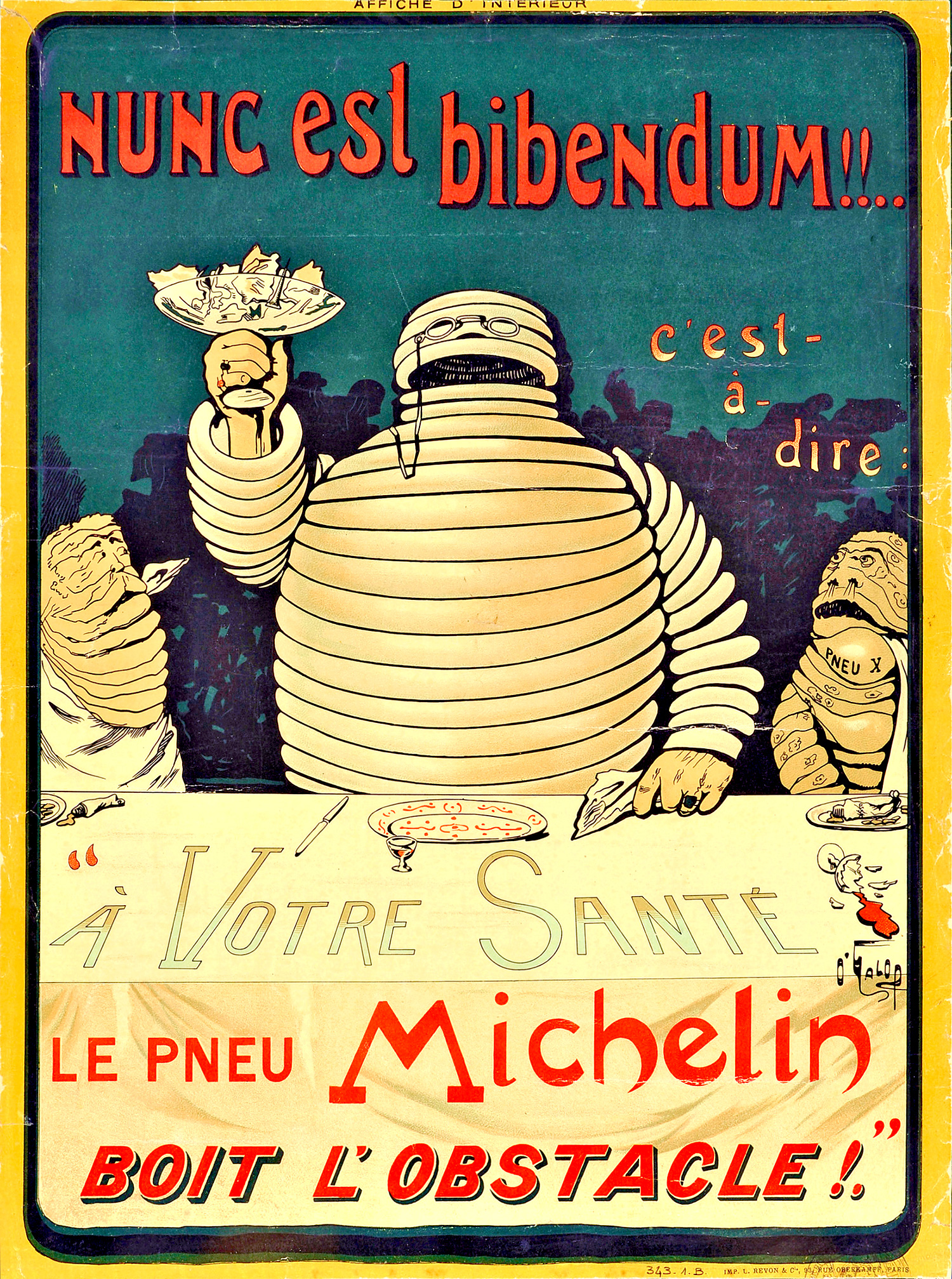
أول مطبوعة حملت صورة بيبندوم

وفي العام 1898، وُلد بيبندوم ولكن دون أن يتخذ هذا الاسم من خلال سلسلة مطبوعات دعائية حملت رسمته يعلوها الشعار النصي، وربما ربط المستهلكون الذين أُعجبوا بالرمز الرسومي بينه وبين الكلمة الأخيرة من الشعار النصي: بيبندوم.
ومنذ أوائل القرن العشرين، أخذت صورة وألوان «بيبندوم» تتغير دون التخلي عن الفكرة العامة المتمثلة بالرجل الممتلئ ذي القوام المطاطي من العجلات، وهكذا تخلى بيبندوم عن نظارته وسيجاره، وتحول قوامه المترهل إلى مفتول، وجرى تثبيت لونه الأبيض وابتسامته الطفولية.
واليوم، يظهر بيبندوم فيما يزيد على 150 دولة تصلها إطارات ميشلان، كما بات شعار الرجل المطاطي رمزاً لمنتج شهير آخر من ميشلان هو دليل ميشلان، حيث يرتدي بيبندوم قبعة الطهاة ويحمل حقيبة السفر مانحاً نجوم التقدير للمطاعم والفنادق.